# Hunte
De Hunte is een rivier in de deelstaat Nedersaksen in Duitsland, die bij Elsfleth uitmondt in de Wezer. De oorsprong van de rivier ligt in het Wiehengebergte. De rivier stroomt langs het oude dorp Hunteburg bij Bohmte, door het meer Dümmer en door Diepholz, Wildeshausen met zijn fraaie bossen en Oldenburg. Beneden Oldenburg stroomt de Hunte door een polderlandschap naar de Wezer.
In Wildeshausen en Oldenburg zijn waterkrachtcentrales op de Hunte voor de elektriciteitsproductie.
Benedenstrooms van Oldenburg is een stuk van 24 km, dat, evenals Nederlandse rivieren binnen zomer- en winterdijken ligt, bevaarbaar voor ook grote binnenvaartschepen.
Het gedeelte tussen het Dümmermeer en Wildeshausen is een geliefde kanoroute. Ook tussen Wildeshausen en de rand van Oldenburg is deze watersport mogelijk.
Langs de hele rivier komen veelsoortige natuurreservaten voor. Wel is de commerciële visserij in een vrij lang gedeelte van de rivier toegestaan.

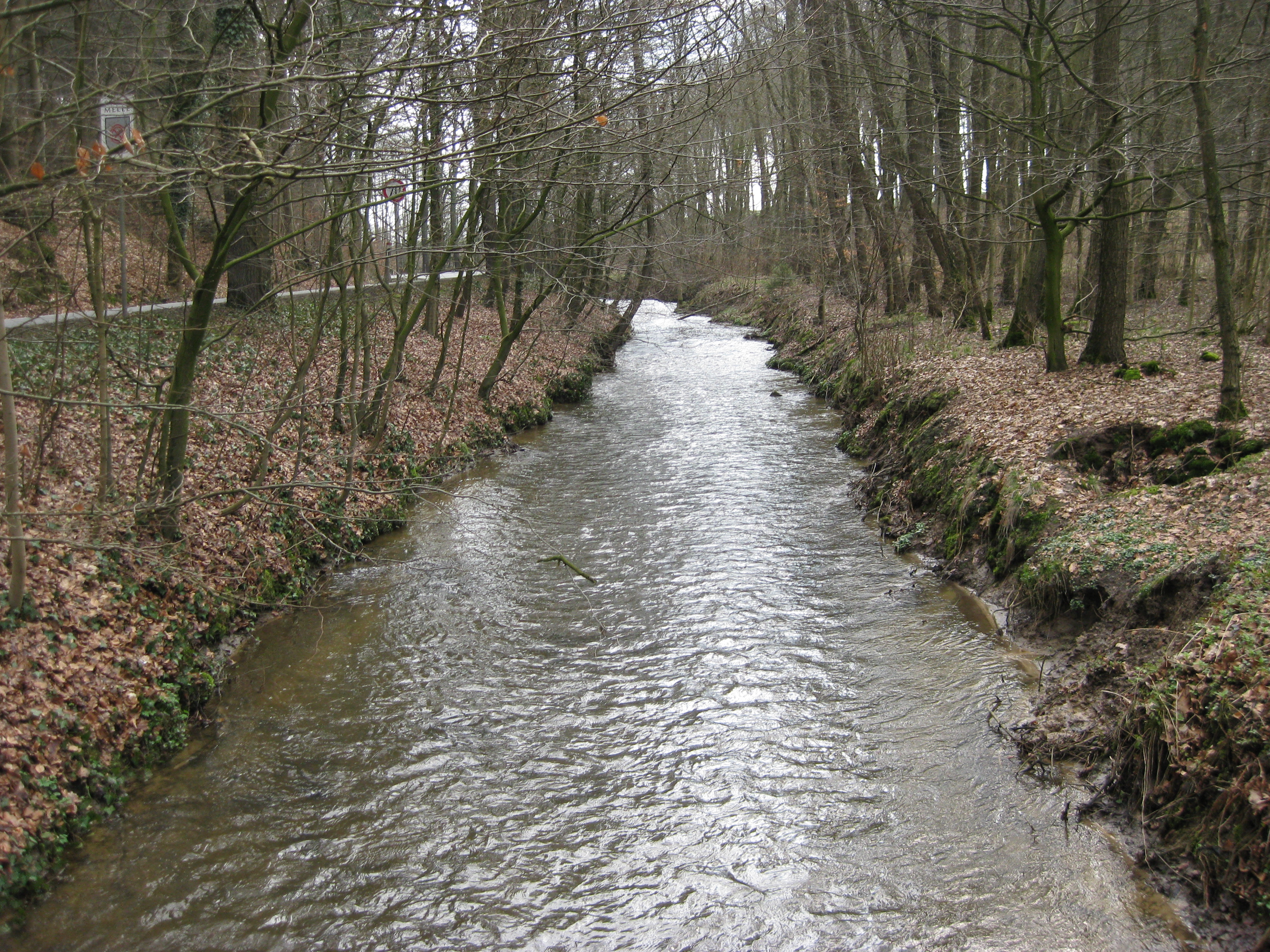
Bovenloop van de Hunte bij Melle
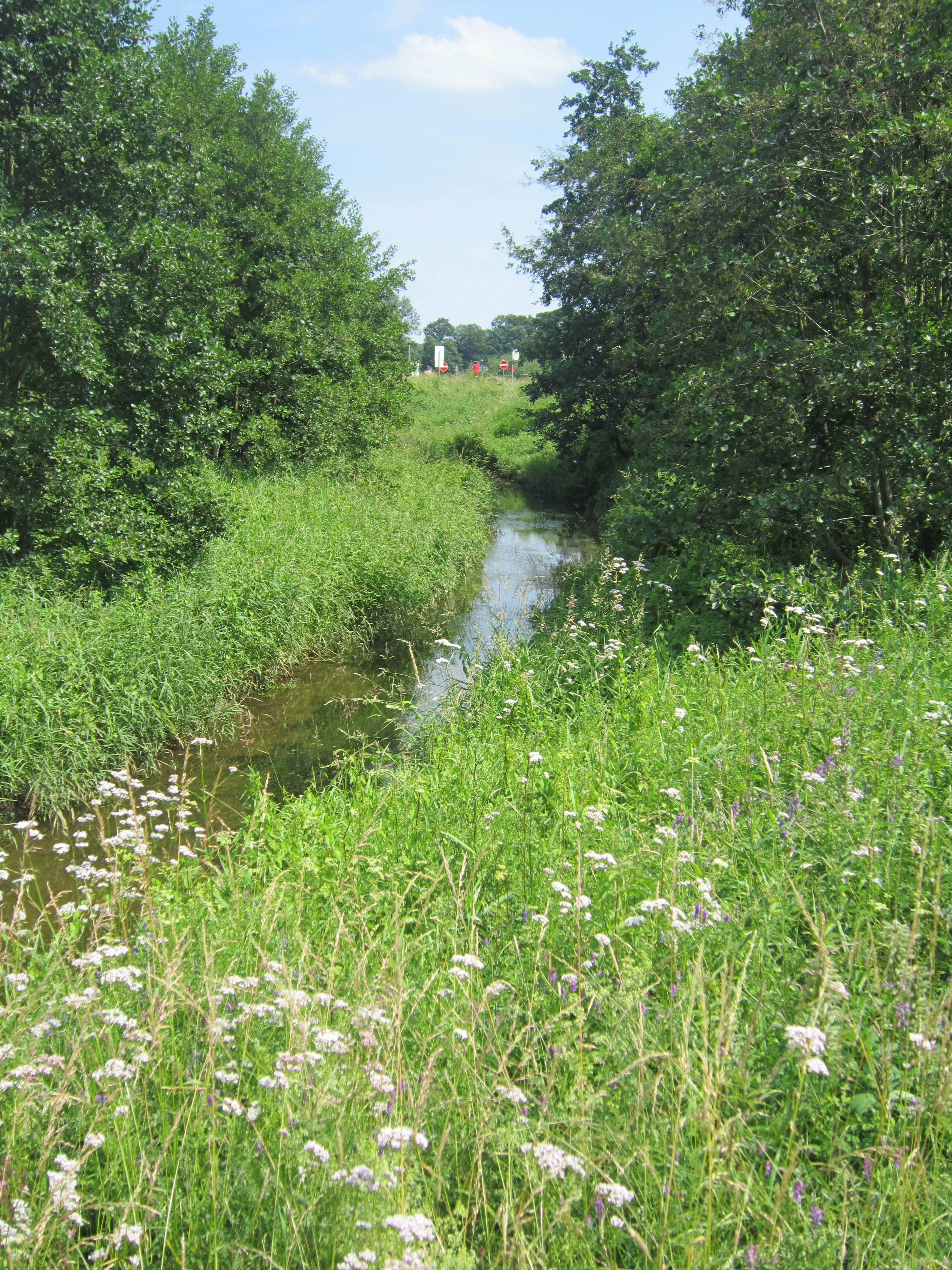
Hunte bij kasteel Ippenburg tussen Bad Essen en Bohmte
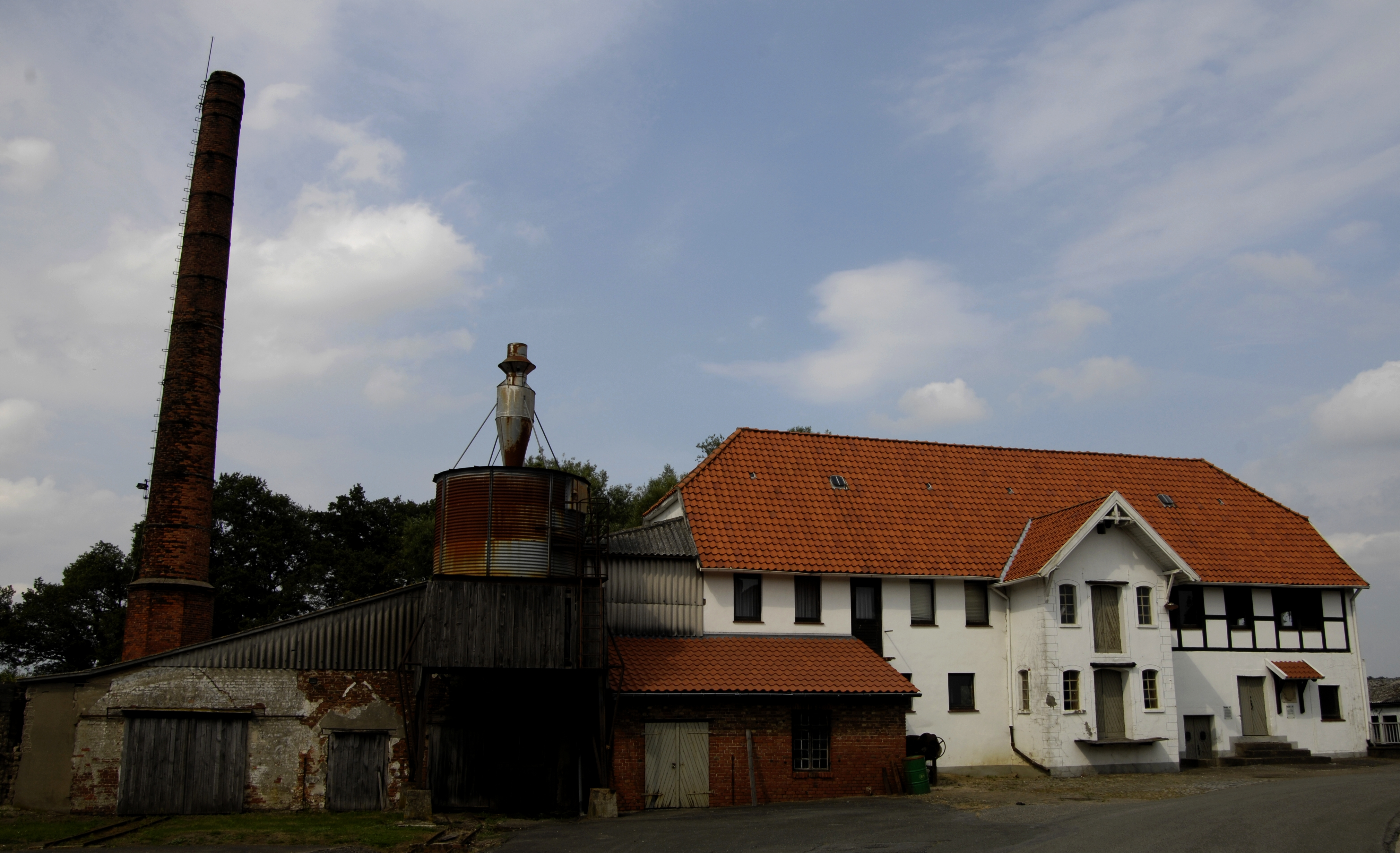
Oude oliemolen op de Hunte in Hunteburg, gem. Bohmte
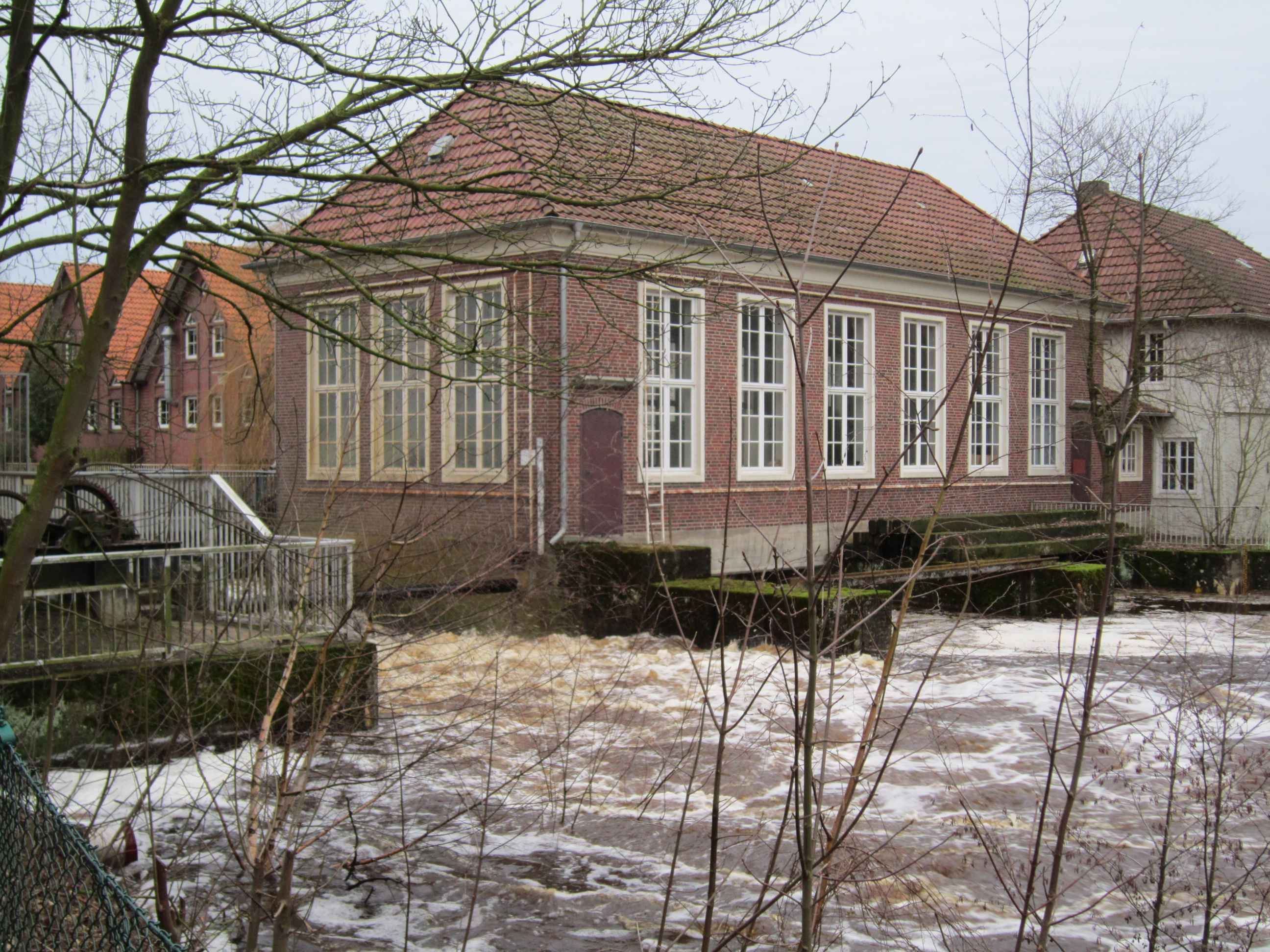
Wildeshausen, elektriciteitscentrale op waterkracht, bij hoog water
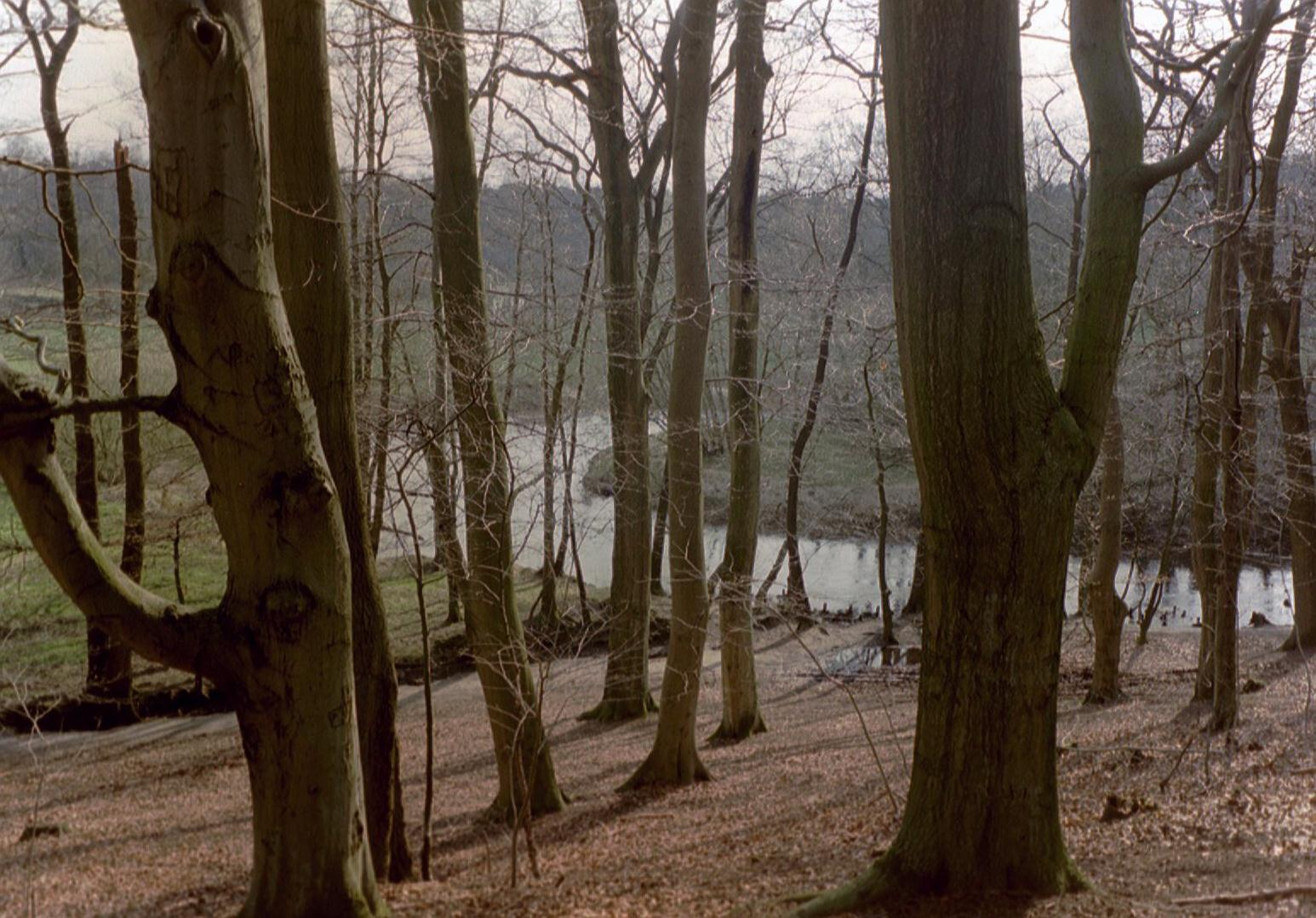
Kronkelende Hunte bij Dötlingen, 5 km NW van Wildeshausen
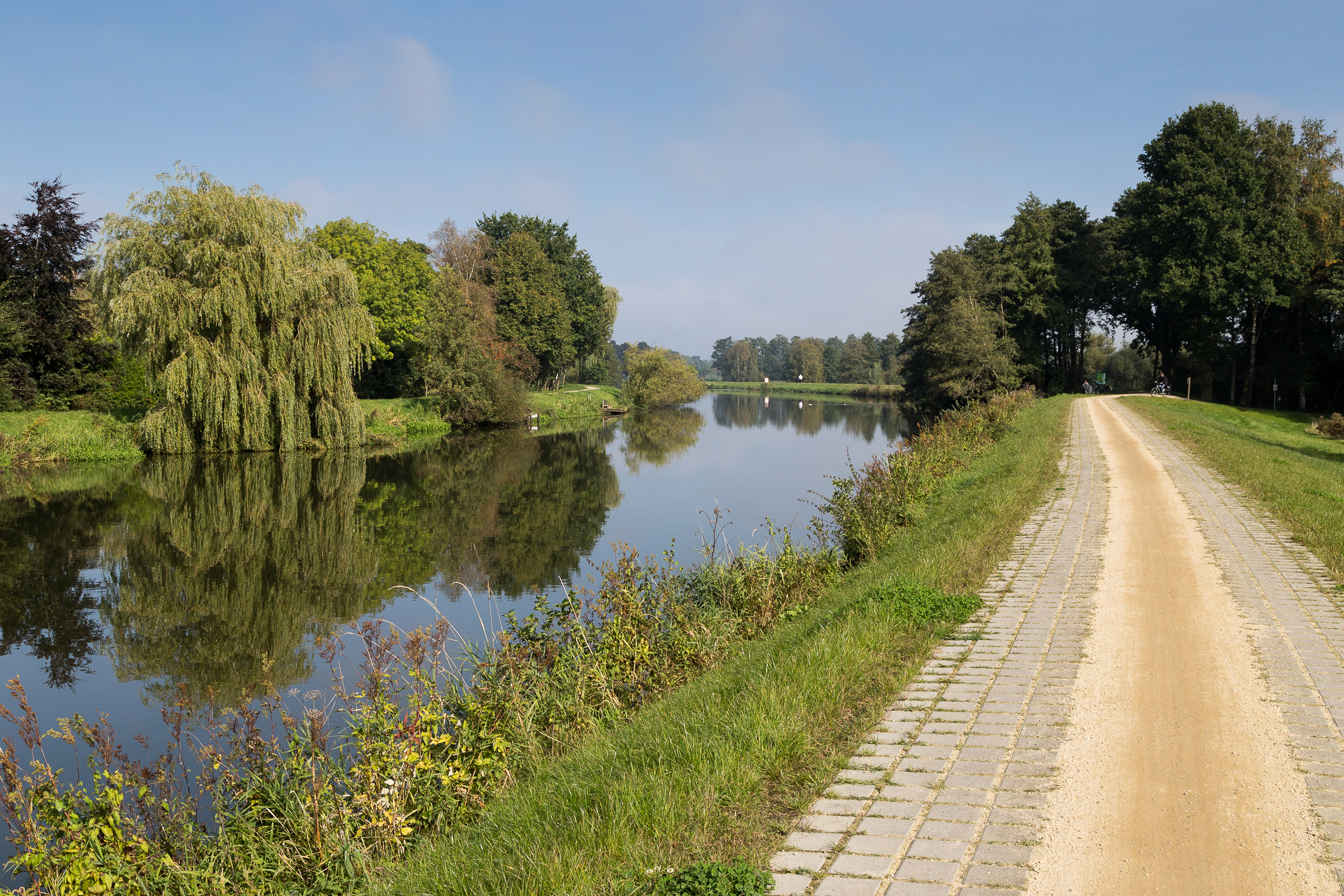
Hunte bij Hundsmühlen, 4 km Z van Oldenburg
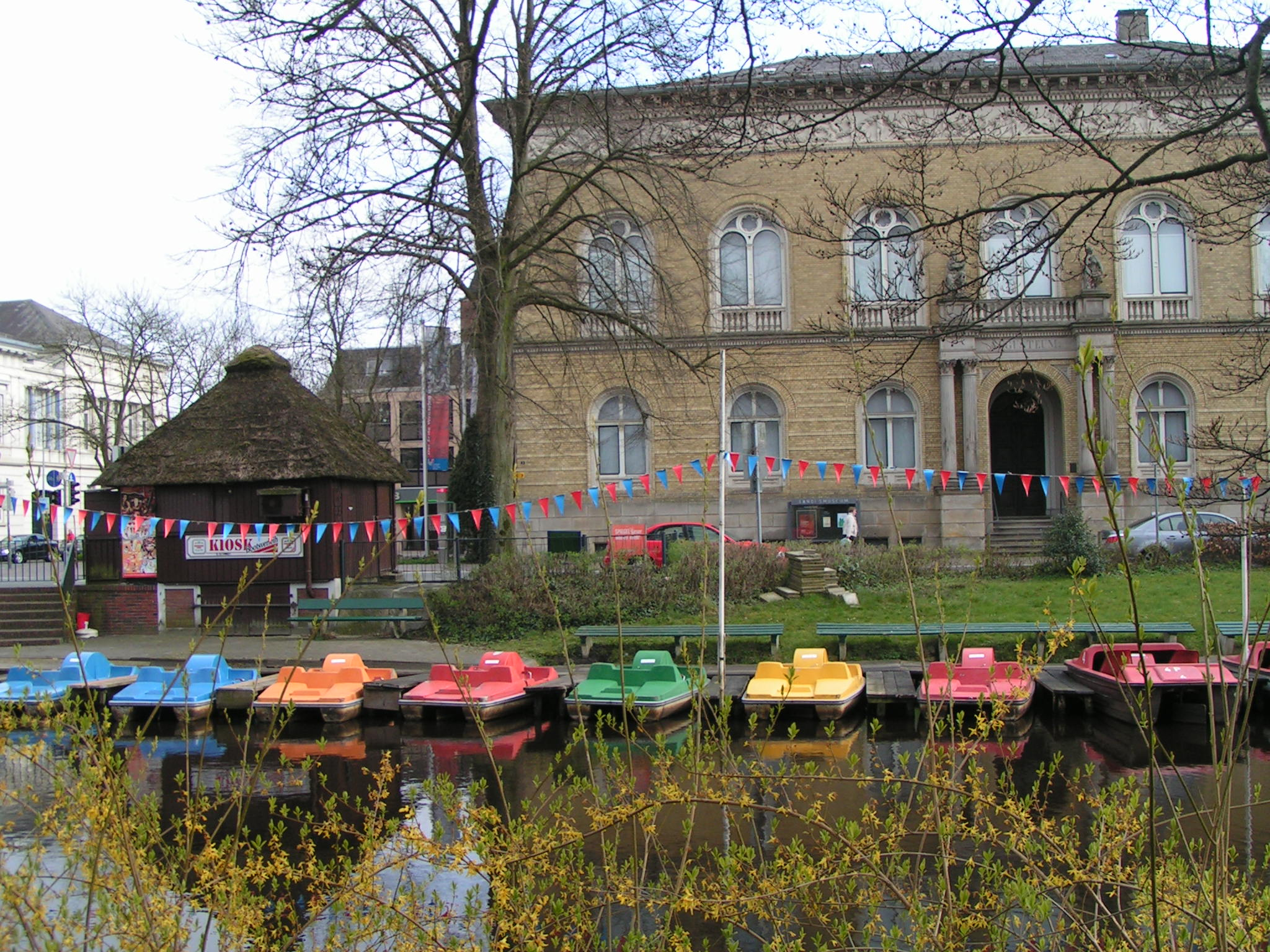
Zijtak Alte Hunte met steiger, bij de kasteeltuin van de stad Oldenburg; op de achtergrond het Augusteum
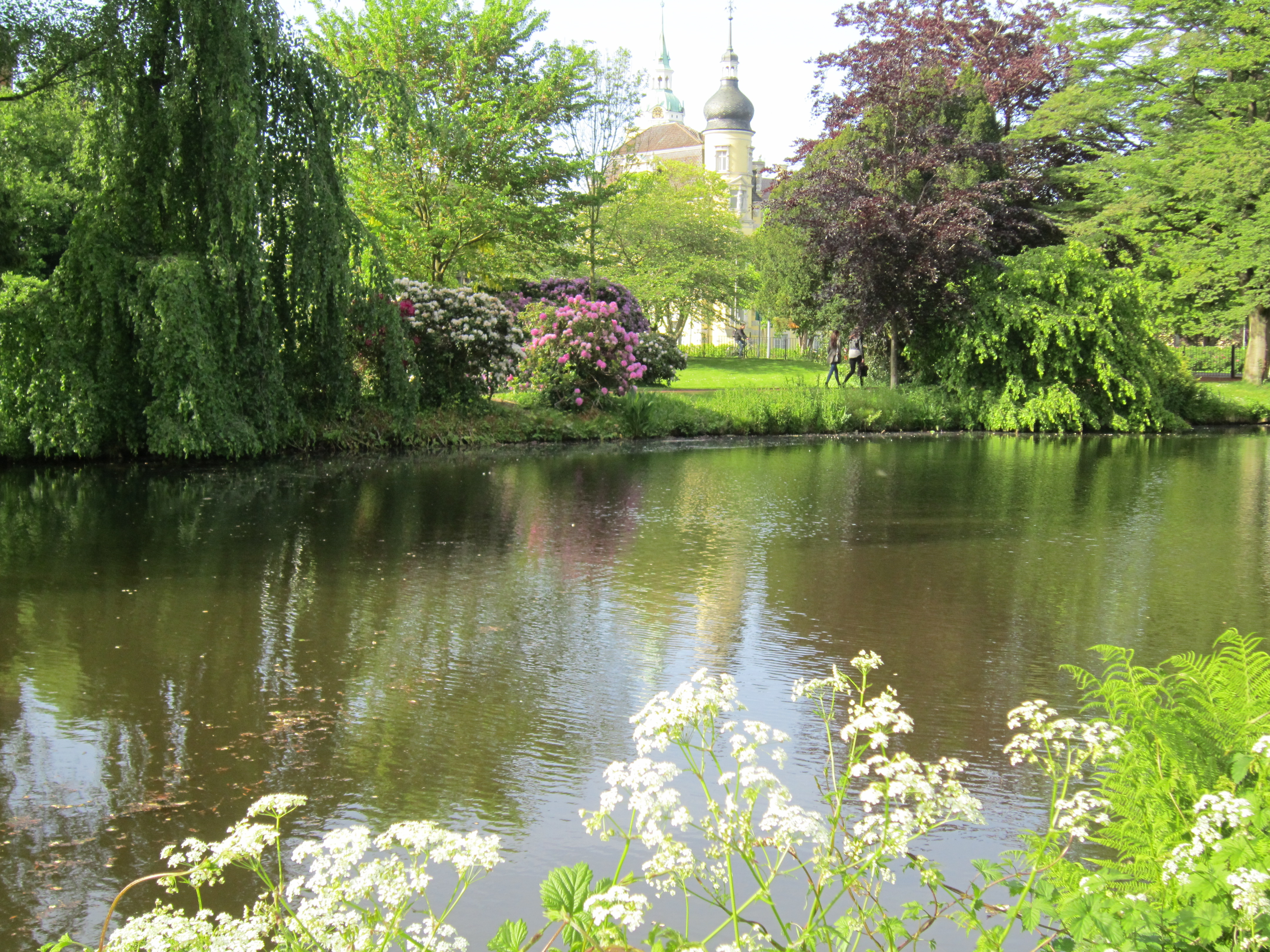
In de kasteeltuin van Oldenburg
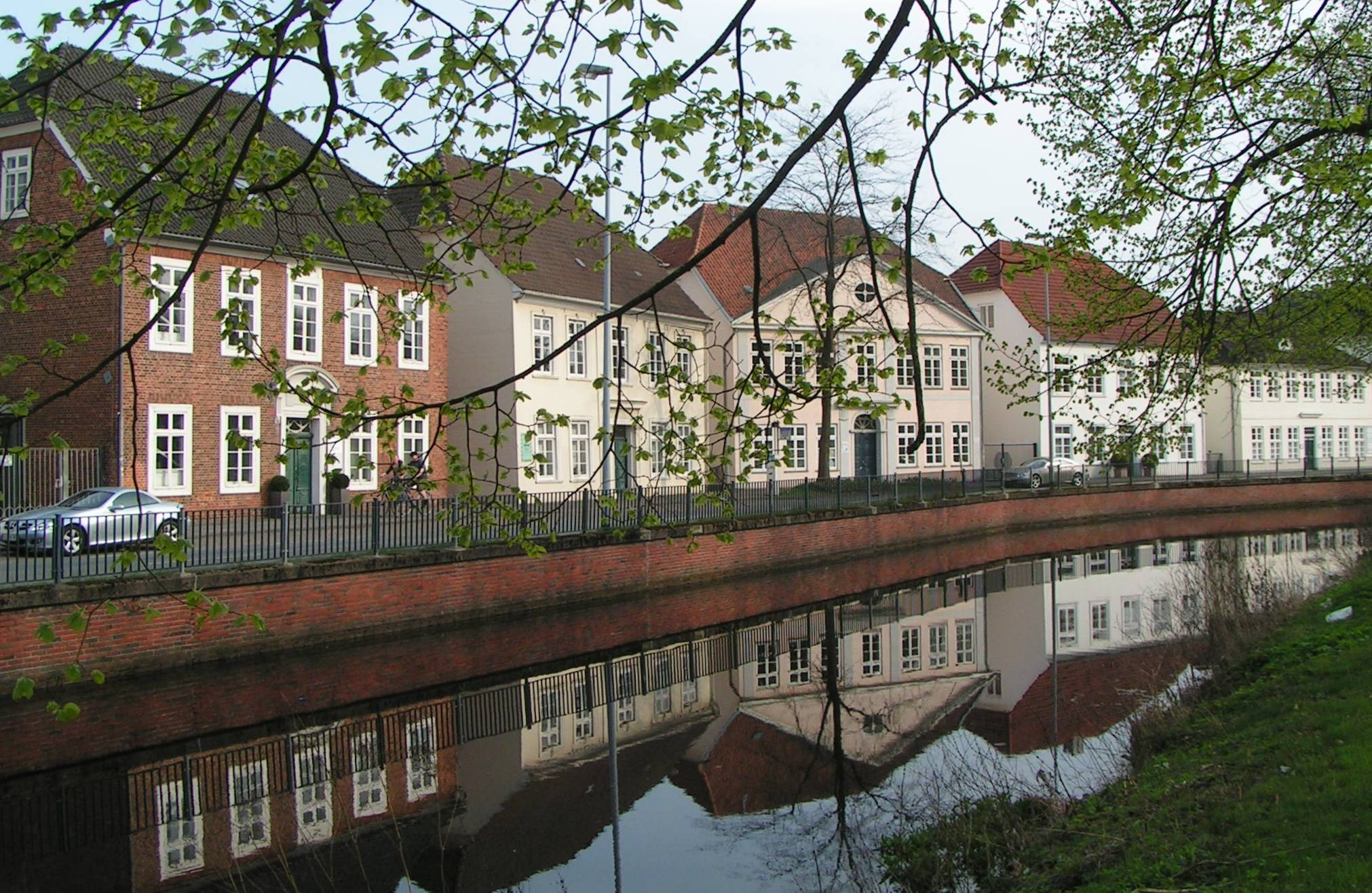
Huizen langs een zijtak van de Hunte bij het centrum van Oldenburg
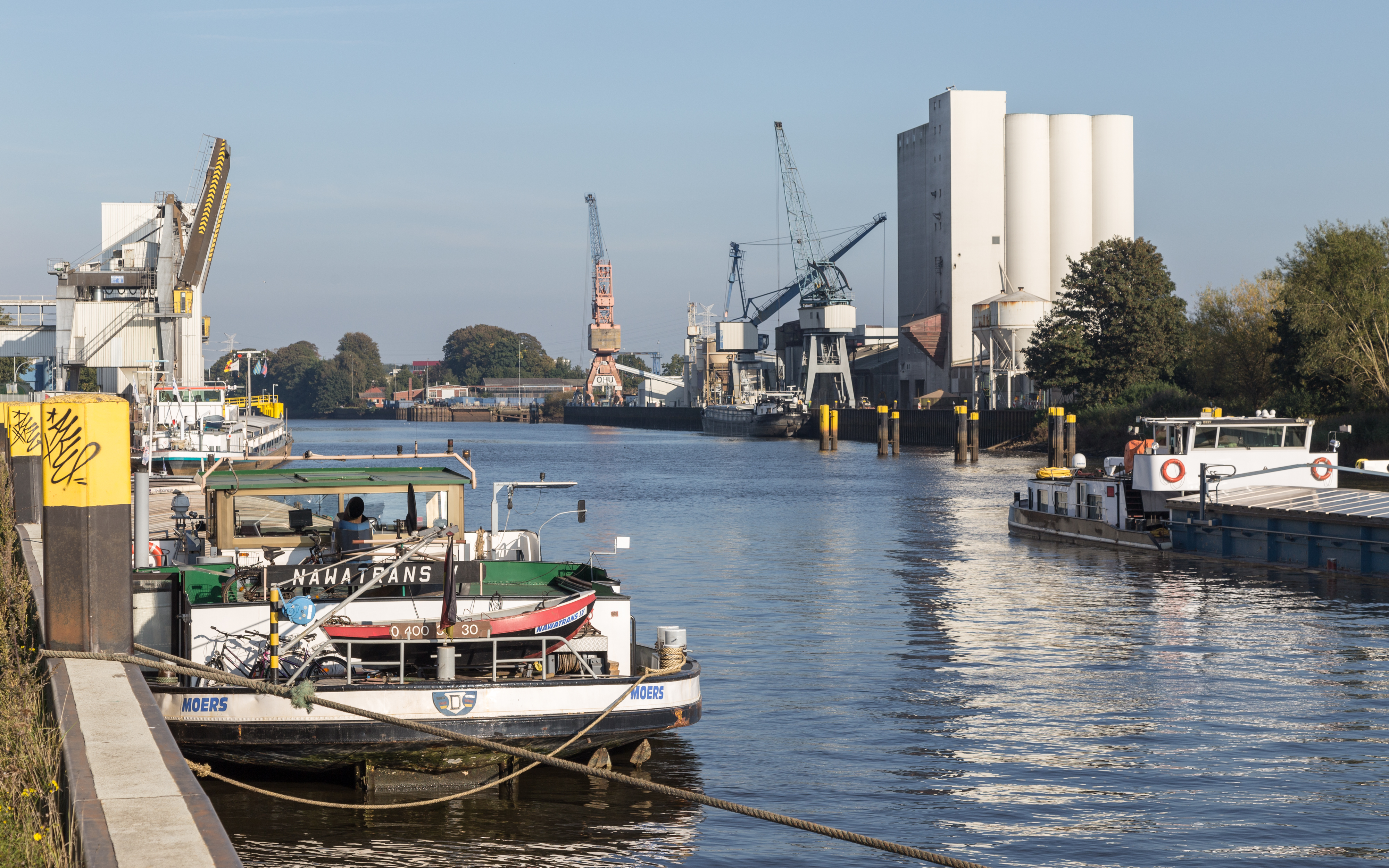
Haven Oldenburg, Noordkade
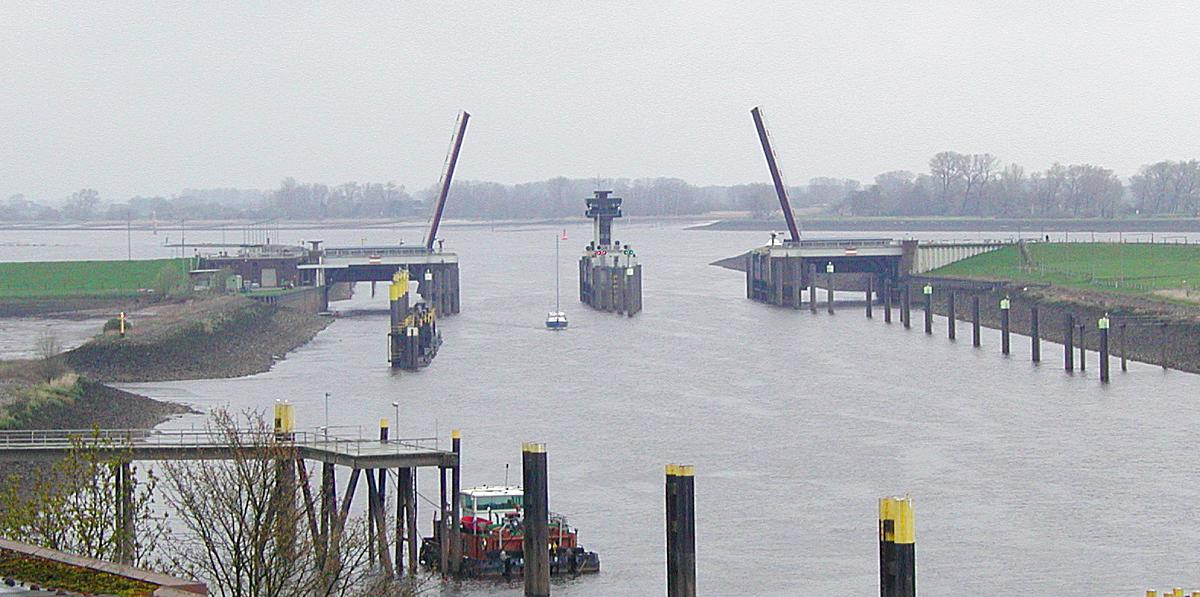
Hunte-stuw bij Elsfleth gezien in de richting van de Wezer

- Virtual International Authority File: 247654913